# Первая медицинская помощь
Первая медицинская помощь (аббрев. ПМП) — устаревший термин, отсутствует в законодательстве РФ и в данный момент является некорректным. Это комплекс экстренных медицинских мероприятий, проводимых внезапно заболевшему или пострадавшему на месте происшествия и в период доставки его в медицинское учреждение. Сейчас используется термин «первая помощь».

## Помощь
Долгое время существовали терминологические трудности при обозначении той или иной помощи пострадавшим. В законодательстве для обозначения помощи, оказываемой пострадавшим лицами, не имеющими медицинского образования, использовались термины «первая медицинская помощь», «первая помощь», «неотложная помощь», «доврачебная помощь» и другие. Это порождало многочисленные проблемы — например, согласно законодательству медицинская помощь оказывается медицинскими учреждениями, имеющими лицензию. Поэтому при использовании термина «первая медицинская помощь» для обозначения помощи, которую оказывает неспециалист, необходимо было бы признать, что «первая медицинская помощь» не является видом медицинской помощи, что абсурдно.
В книге М. В. Буянов, Ю. А. Нестеренко «Первая медицинская помощь: Учебник» (М.: Медицина, 2000) использовались взаимозаменяемо понятия «первая медицинская помощь» и «первая помощь». Также в учебнике указаны виды первой медицинской помощи:

1. первая медицинская неквалифицированная помощь, которую осуществляет немедицинский работник, часто не имеющий необходимых средств и медикаментов;
2. первая медицинская квалифицированная (доврачебная) помощь, которую проводит медицинский работник (фельдшер, медицинская сестра, лаборант, зубной техник и т. д.);
3. первая врачебная помощь, которую оказывает врач, имеющий в своем распоряжении необходимые инструменты, аппараты, медикаменты.

Иными словами, под «первой медицинской помощью» понимались совершенно различные мероприятия, проводимые людьми с разной квалификацией и разными средствами.
Обучение неспециалистов вплоть до последнего времени не было стандартизовано и осуществлялось зачастую бессистемно, по разным программам. Неспециалистам зачастую давали рекомендации иметь в аптечке медикаменты и использовать их в определённых ситуациях. В последнее время почти во всех странах неспециалистам не разрешено или не рекомендуется использование медикаментов при оказании помощи пострадавшим. Возникновение стандартных (национальных) алгоритмов и протоколов первой помощи окончательно формализовало разделение мероприятий, которые могут проводить только специалисты, от простых техник, доступных каждому прошедшему краткосрочное обучение неспециалисту.
Для устранения терминологических проблем, термин «первая медицинская помощь» был исключен из законодательства и официальных документов. Сейчас, в зависимости от статуса и квалификации оказывающего помощь, используются термины «первая помощь», «первичная медико-санитарная помощь» (в том числе первичная доврачебная) и «скорая медицинская помощь» (в том числе скорая специализированная).

### Первая помощь
В текущей редакции федерального закона «Об основах охраны здоровья граждан в Российской Федерации» зафиксирован единственный термин для обозначения помощи, оказываемой пострадавшим лицами, оказавшимися рядом (в том числе и лицами с медицинским образованием, но в данный момент времени, не находящимися при исполнении своих профессиональных обязанностей).
1. Первая помощь до оказания медицинской помощи оказывается гражданам при несчастных случаях, травмах, отравлениях и других состояниях и заболеваниях, угрожающих их жизни и здоровью, лицами, обязанными оказывать первую помощь в соответствии с федеральным законом или со специальным правилом и имеющими соответствующую подготовку, в том числе сотрудниками органов внутренних дел Российской Федерации, сотрудниками, военнослужащими и работниками государственной противопожарной службы, спасателями аварийно-спасательных формирований и аварийно-спасательных служб.
…4. Водители транспортных средств и другие лица вправе оказывать первую помощь при наличии соответствующей подготовки и (или) навыков.
В законе подчёркнуто, что первая помощь не является видом медицинской помощи, и оказывается пострадавшим до медицинской помощи. Необходимо отметить, что квалификация человека, который оказывает такую помощь, не играет роли. По существующему в Российской Федерации законодательству даже квалифицированный врач в нерабочее время имеет право оказывать пострадавшим только первую помощь в объёме, утверждённом приказом министерства здравоохранения.
Термин «первая помощь» — международный, используется в большинстве стран.

### Первичная медико-санитарная помощь
Первичная медико-санитарная помощь (ПМСП) является основой системы оказания медицинской помощи и включает в себя мероприятия по профилактике, диагностике, лечению заболеваний и состояний, медицинской реабилитации, наблюдению за течением беременности, формированию здорового образа жизни и санитарно-гигиеническому просвещению населения. Подразделяется на: первичную доврачебную медико-санитарную помощь, первичную врачебную медико-санитарную помощь, первичную специализированную медико-санитарную помощь.

#### Доврачебная помощь
Доврачебная (или Первичная доврачебная медико-санитарная помощь (статья 33 ФЗ РФ от 21.11.2011 г. № 323-ФЗ), или фельдшерская) — оказывается фельдшером, а первую доврачебную помощь (неотложную) также оказывают: медицинская сестра (брат), фармацевт, зубной врач, акушер, то есть лицо имеющее среднее профессиональное медицинское образование (без высшего медицинского образования). Оказывается на дому, или вне медицинского учреждения (фельдшера фельдшерско-акушерских пунктов, скорой медицинской помощи), а также в амбулаторно-поликлинических условиях (ФАП, поликлиники)

### Скорая медицинская помощь
«Скорая», в том числе скорая специализированная, медицинская помощь оказывается гражданам при заболеваниях, несчастных случаях, травмах, отравлениях и других состояниях, требующих срочного медицинского вмешательства. Скорая, в том числе скорая специализированная, медицинская помощь медицинскими организациями государственной и муниципальной систем здравоохранения оказывается гражданам бесплатно. Скорая, в том числе скорая специализированная, медицинская помощь оказывается в экстренной или неотложной форме вне медицинской организации, а также в амбулаторных и стационарных условиях.